# Visby

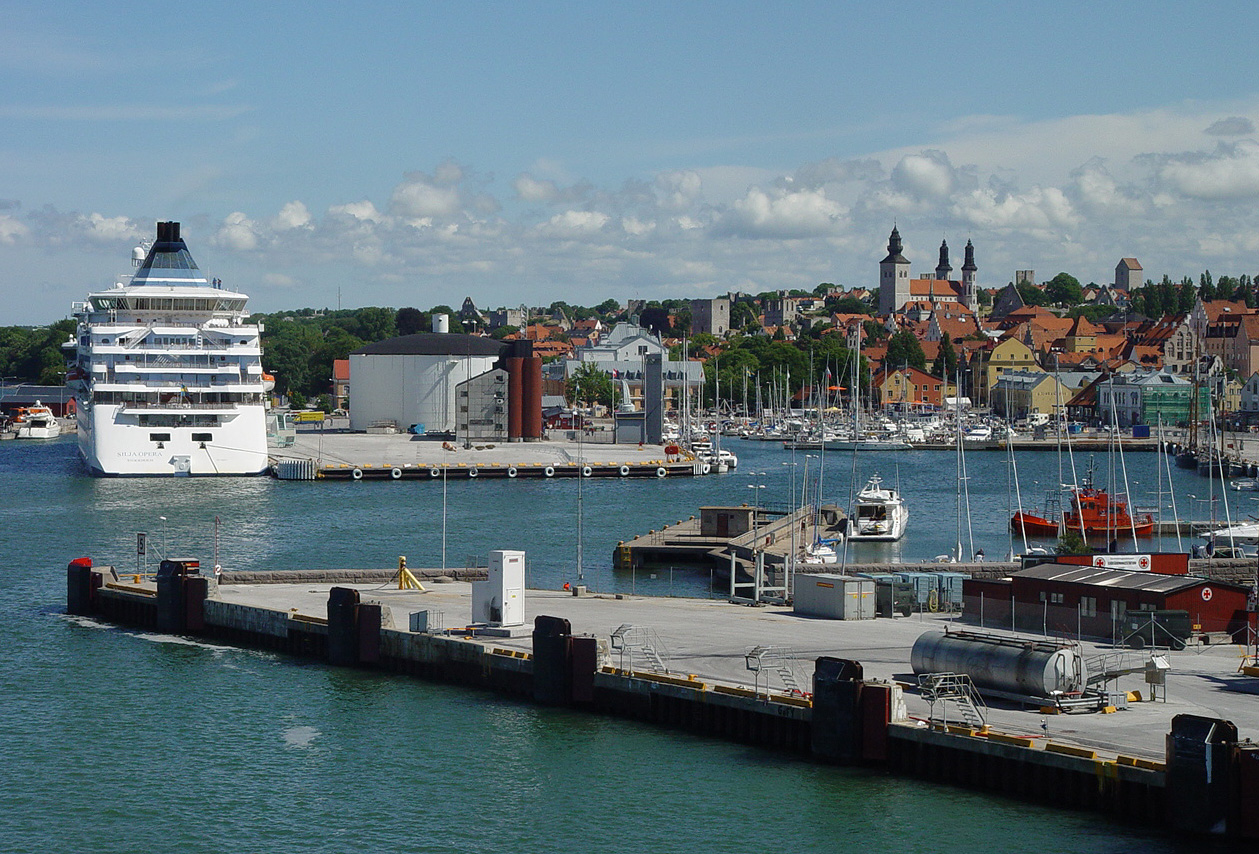
Visby – Hafen und Altstadt

Visby ([ˈvɪsbyː]; schwedische Aussprache [ˈviːsbʏ]; deutsch auch Wisby) ist eine Stadt an der Westküste der schwedischen Ostseeinsel Gotland. Visby ist die Hauptstadt der Provinz Gotlands län in der historischen Provinz Gotland und Hauptort der Gemeinde Region Gotland sowie Bischofssitz des gleichnamigen Bistums. Das Stadtwappen zeigt das Lamm Gottes.

## Klima
Visby befindet sich im Bereich feucht-kontinentalen Klimas (nach Wladimir Köppen: Dfb).
|                       | Jan  | Feb  | Mär  | Apr | Mai  | Jun  | Jul  | Aug  | Sep  | Okt  | Nov | Dez  |   |      |
| Mittl. Tagesmax. (°C) | 0,7  | 0,3  | 3,1  | 8,0 | 14,3 | 19,0 | 20,3 | 19,7 | 15,4 | 10,7 | 5,7 | 2,5  | ⌀ | 10   |
| Mittl. Tagesmin. (°C) | −3,4 | −4,3 | −2,7 | 0,5 | 5,1  | 9,6  | 12,3 | 12,1 | 9,0  | 5,5  | 1,7 | −1,6 | ⌀ | 3,7  |
|                       |      |      |      |     |      |      |      |      |      |      |     |      |   |      |
| Niederschlag (mm)     | 48   | 28   | 32   | 29  | 29   | 31   | 50   | 50   | 59   | 50   | 57  | 51   | Σ | 514  |
|                       |      |      |      |     |      |      |      |      |      |      |     |      |   |      |
| Sonnenstunden (h/d)   | 1,1  | 2,1  | 4,3  | 6,5 | 9,3  | 10,3 | 9,1  | 7,8  | 5,4  | 3,4  | 1,6 | 0,9  | ⌀ | 5,2  |
|                       |      |      |      |     |      |      |      |      |      |      |     |      |   |      |
| Regentage (d)         | 11   | 7    | 8    | 7   | 6    | 5    | 8    | 8    | 10   | 9    | 12  | 11   | Σ | 102  |
|                       |      |      |      |     |      |      |      |      |      |      |     |      |   |      |
| Luftfeuchtigkeit (%)  | 88   | 87   | 85   | 79  | 73   | 76   | 78   | 80   | 83   | 85   | 87  | 88   | ⌀ | 82,4 |

| −3,4 |

| −4,3 |

| −2,7 |

| 0,5 |

| 5,1 |

| 9,6 |

| 12,3 |

| 12,1 |

| 9,0 |

| 5,5 |

| 1,7 |

| −1,6 |

| −3,4 |

| −4,3 |

| −2,7 |

| 0,5 |

| 5,1 |

| 9,6 |

| 12,3 |

| 12,1 |

| 9,0 |

| 5,5 |

| 1,7 |

| −1,6 |

## Geschichte

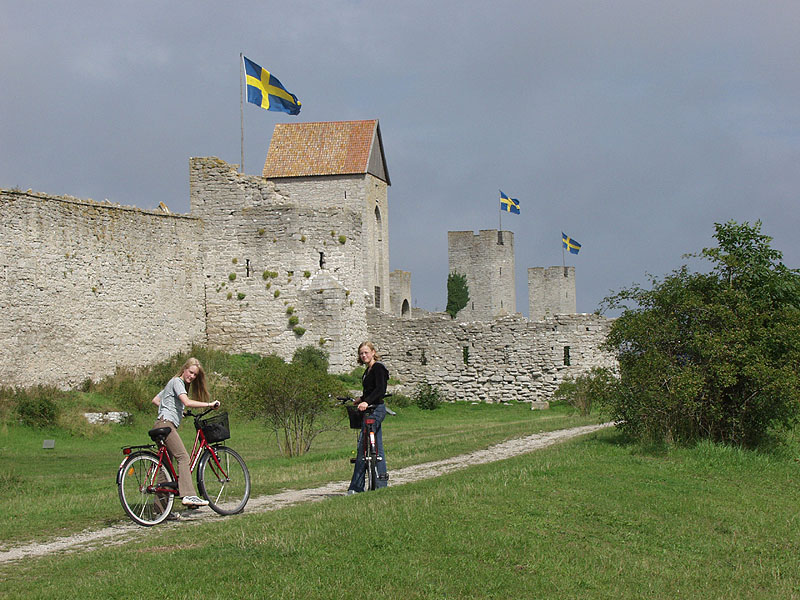
Historische Stadtmauer Visby

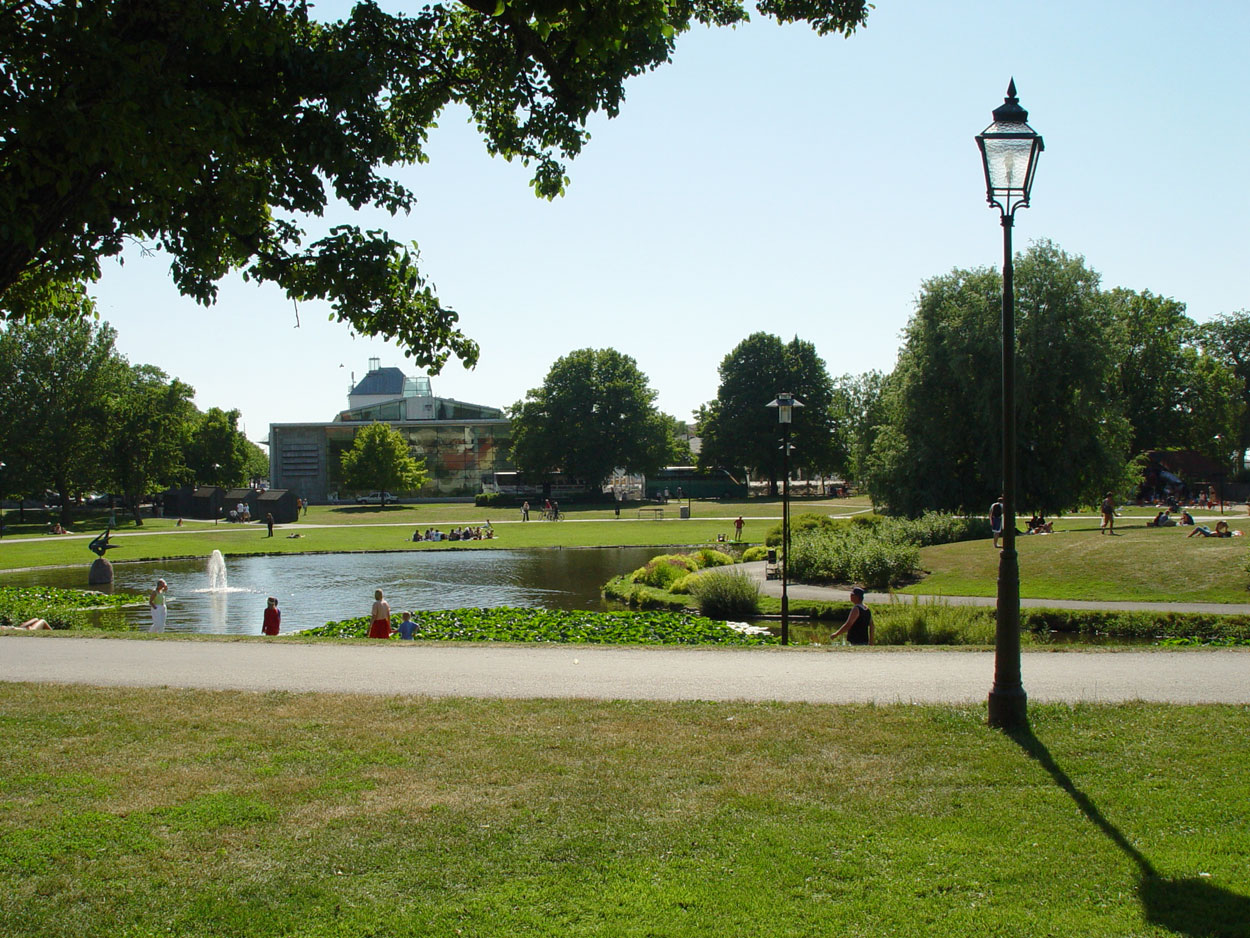
Park Almedalen

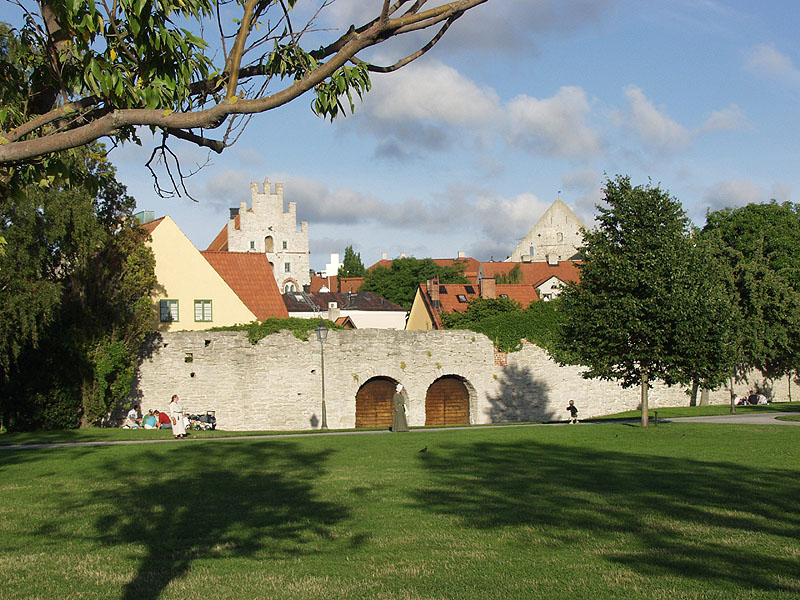
Stadtansicht von Almedalen

### Ursprung des Ortes
Der Name Visby (nord. vi = „Opferplatz“) deutet darauf hin, dass der Ort vorchristliche Bedeutung hatte. An der Westküste Gotlands, wo die Küstenlinie nach Nordosten abknickt, liegt der Ort des späteren Visbys günstig: Das Ufer bildet eine damals durch Sandbänke geschützte Bucht, an der das steile Ufer terrassenförmig abfällt. Er war ein idealer Anlandeplatz für tiefgehende frühzeitliche Schiffe. Zudem gab es reichliche Frischwasserquellen. Die Anfänge Visbys liegen wohl in einer Zeit, in der traditionelle Handelswege durch die arabische Expansion nicht mehr nutzbar waren und der Handel zwischen Byzantinischem und Fränkischem Reich zunehmend über die Flüsse Osteuropas und die Ostsee abgewickelt werden musste. Dabei waren die hauptsächlichen Schifffahrtswege aus dem Süden in den Norden und den Osten der Ostsee zwischen schwedischer Ost- und gotländischer Westküste gelegen, um die direkte Überfahrt über das Meer zu vermeiden.
Die Spuren der älteren Besiedlung sind spärlich; aber seit dem Beginn der Wikingerzeit (ab 800 n. Chr.) wurde der Platz kontinuierlich genutzt. Überreste von Holzhäusern, die in der Altstadt gefunden wurden, konnten auf diese Zeit datiert werden. Jedoch ist davon auszugehen, dass der Ort vorerst nur saisonal von ansässigen Handelsbauern bewohnt wurde. Während der nordgermanischen Expansion in der Wikingerzeit, an der die Bevölkerung Gotlands aktiv teilnahm, wurde die Insel zum wichtigen Ausgangspunkt heimwärts und auswärts gerichteter Fahrten. Die Gotländer übernahmen aus dieser Zeit die wikingische Handelstradition, und Visby wurde zu einem Handelszentrum zwischen dem Westen und dem Baltikum. Im 11. Jahrhundert wuchs der nun ganzjährig besiedelte Ort, und die erste Kirche wurde im Hafenbereich errichtet.

### Führender Handelshafen im 12. Jahrhundert
Visby entwickelte sich in der Mitte des 12. Jahrhunderts zum führenden Handelshafen des Ostseeraumes. Schon im vorherigen Jahrhundert ist ein den Handel betreffendes Abkommen zwischen Visby und Nowgorod anzunehmen. Gotlandfahrer, also nach Visby reisende Kaufleute, sind zuerst unter den Russen und Dänen belegt: Für die Russen sprechen mindestens eine russische Kaufmannskirche in Visby (St. Olav) und eine Erwähnung in der Nowgoroder Chronik; die Anwesenheit der Dänen belegt ein Privilegienbrief des dänischen Königs Waldemar des Großen (siehe Knudsgilde). Deutsche Kaufleute sind erst später – nach 1161 (Artlenburger Privileg) – in größerer Zahl anzunehmen. Wurde Visby zuerst angefahren, weil der direkte Weg über die Ostsee nicht gewagt wurde, entwickelte es sich bald zum Handelsort, wo westeuropäische Produkte (u. a. Tuche, Wein und Gewürze) gegen schwedische (Eisen), russische und ostbaltische Produkte (Pelze und Wachs) umgeschlagen wurden. Visby profitierte von der in Westeuropa wachsenden Nachfrage nach Produkten aus dem östlichen Ostseeraum.

### Anfänge der Geschichte der deutschen Gotlandfahrer
Die Gotländer erhielten von Kaiser Lothar bereits 1134 weitreichende Handelsrechte. Die deutschen Kaufleute, die in der Ostsee Handel trieben, besaßen solche Privilegien auf Gotland jedoch nicht, was Streitigkeiten zwischen den beiden Parteien hervorrief. Für die Zeit zwischen 1143 und 1161 sind Kämpfe zwischen Deutschen und Gotländern überliefert. Schlichtend wirkte das Artlenburg-Privileg Heinrichs des Löwen, welches den Gotländern dieselben Rechte in Sachsen verlieh, welche die deutschen Kaufleute dort besaßen. Im Gegenzug erreichte er, dass auch die deutschen Kaufleute auf Gotland frei handeln durften. Doch auch nach diesem Privileg waren deutsche Kaufleute in Visby nicht gern gesehen; teilweise kam es zu blutigen Auseinandersetzungen, weshalb sie sich eine eigene Kirche errichteten (St. Per), während die Gotländer die St.-Hans-Kirche und die St.-Clemens-Kirche für sich behielten. Dies war der Ausgangspunkt einer späteren Gemeindeteilung zwischen Deutschen und Gotländern.
So etablierte sich in Visby eine erste kleine deutsche Gemeinde. Diese war von der gotländischen Gemeinde getrennt; erst 1318/1320 vereinigten sich die Gemeinden aufgrund des guten Verhältnisses, indem sie ihre Räte zusammenlegten. Bis 1215/1220 waren die Deutschen auf Gotland homines des sächsischen Herzogs; erst dann wurden sie Bürger auf Gotland. Deshalb bestätigte Heinrich der Löwe 1161 Odalrich als Vogt oder Aldermann der Deutschen, die sich zukünftig in Visby ansiedeln wollten.
Die ältere Forschung nahm an, dass die deutschen Kaufleute den Gotländern vor allem deshalb überlegen waren, weil sie mit der Kogge über einen besseren Schiffstyp verfügt hätten. Diese Annahme konnte von der modernen Schiffsarchäologie aber mit Sicherheit falsifiziert werden. Heute geht man davon aus, dass die niederdeutschen Kaufleute kapitalstärker und im Handel und in dessen Organisation besser ausgebildet waren. In jedem Fall waren sie aber zunächst noch auf die Gotländer angewiesen, was den Handel mit dem östlichen Ostseeraum betraf; denn diese verfügten über gute Kontakte in die Rus und waren auch im Umgang mit den russischen Partnern handelspolitisch versierter. Zudem besaßen die Gotländer im Gegensatz zu den deutschen Kaufleuten einen Handelshof in Nowgorod, den sogenannten Gotenhof. Nachdem einige deutsche Kaufleute ihre Töchter mit gotländischen Kaufmännern verheirateten, wurden sie von den Gotländern in den Ostseehandel eingebunden.
Allerdings schloss diese Handelspolitik die meisten deutschen Kaufleute aus; es kam zu einer Trennung der deutschen Kaufleute in die nun auf Gotland ansässigen in Gotlandia manentes und die Gotland nur besuchenden Gotlandiam frequentantes. Den ausgeschlossenen deutschen Kaufleuten war der Weg nach Nowgorod verwehrt. Aus diesem Grund konfiszierten sie russische Güter im Jahre 1188 in Visby, um offene Schulden der russischen Kaufleute zu ahnden. Dies führte zum Abbruch allen Handels mit dem Westen durch den Possadnik von Nowgorod, setzte also auch Gotländer unter Druck und isolierte die Gotlandiam frequentantes, für welche daraufhin wohl die Kirchen Gotlands versperrt wurden und die nun mit dem Bau der St.-Marien-Kirche begannen. Drei Jahre währte dieser Stopp, dann erklärten sich die Gotländer und die in Gotlandia manentes bereit, im Namen aller Deutschen mit Nowgorod zu verhandeln. Dies übernahm der Gotländer Arbud. Die Gotlandiam frequentantes hoben die Konfiskation auf, als die Gotländer sich bereit erklärten, ihnen das Recht auszuhandeln, in Nowgorod Handel zu treiben. Dadurch wurde Visby zu einem noch attraktiveren Ziel für deutsche Kaufleute. Die städtischen Behörden aber trafen Maßnahmen, dass eine Situation wie 1188 nicht wieder eintrat, indem sie die älteste Seemauer Visbys bauen ließen, die nicht zur Verteidigung taugte, sondern dazu diente, im Zweifelsfall den Markt und den Hafen zu kontrollieren.
Die Gemeinschaft der Gotlandfahrer wurde urkundlich zuerst 1252 von Margarete von Flandern erwähnt und bildet die Anfänge hansischer Handelsaktivität im Ostseeraum.

### 13. Jahrhundert

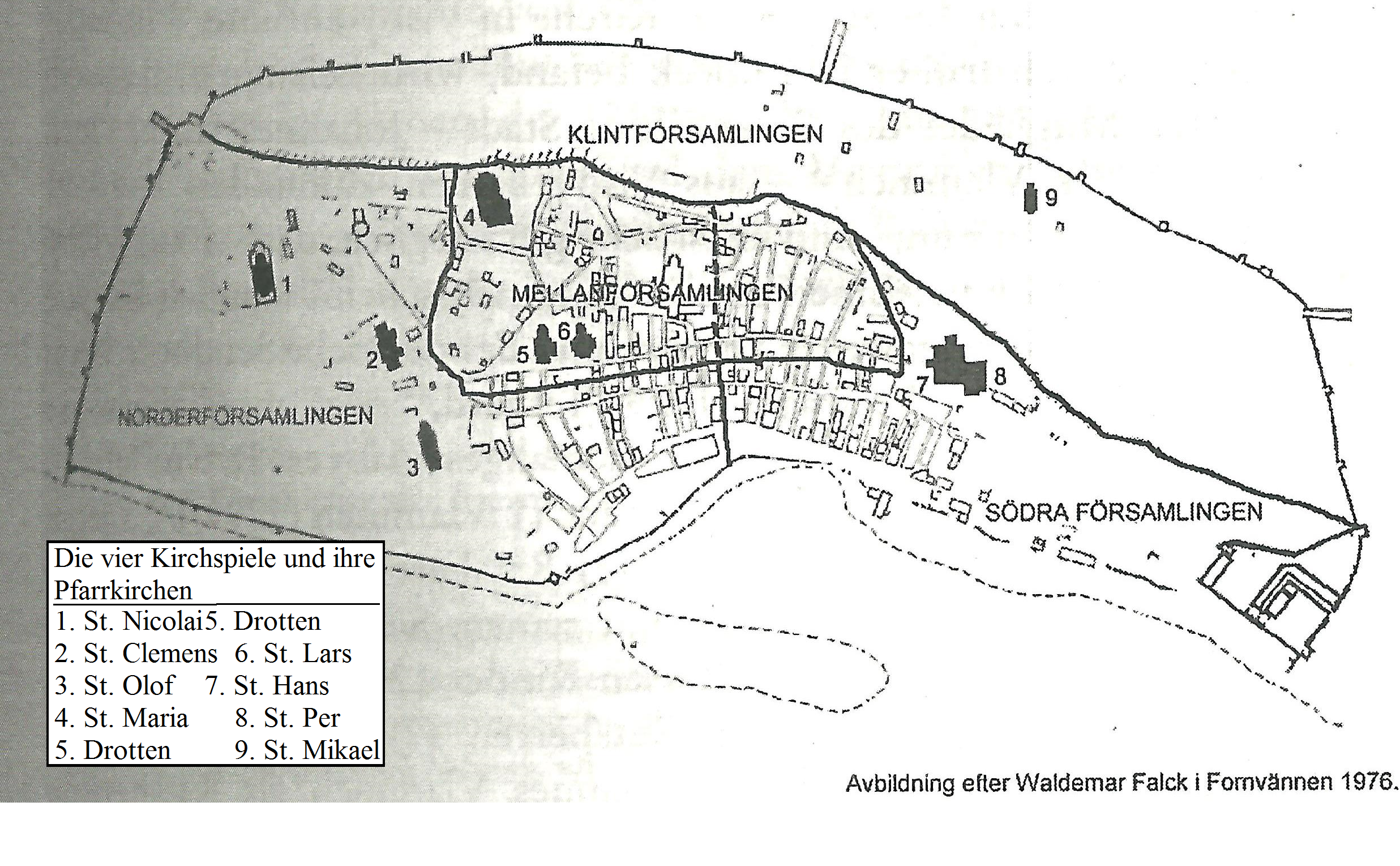
Visby im Mittelalter, aufgeteilt in vier Kirchspiele mit ihren Pfarrkirchen

Das 13. und 14. Jahrhundert waren eine wirtschaftliche Blütezeit Visbys, das den noch heute üblichen Beinamen „Regina Maris“ (Königin des Meeres) erhielt. Die Stadt wuchs im 13. Jahrhundert zur Großstadt heran, deren Kern vor allem von reichen Kaufleuten bewohnt wurde. Bis zum Ende des 13. Jahrhunderts gab es mehr als 15 Kirchen; drei Klöster entstanden: ein Dominikanerkloster (ca. 1230), ein Franziskanerkloster (1233) und ein Zisterzienserinnenkloster (1246).
Die stetig wachsende Zahl deutscher Kaufleute (vor allem aus westfälischen Städten kommend) bauten den Handel mit Nowgorod immer weiter aus, wo sie bald selbst einen Handelshof (den 1259 zum ersten Mal erwähnten St.-Peters-Hof) besaßen. Die Führung des Nowgorodhandels verlagerte sich im 13. Jahrhundert immer mehr von der kaufmännischen Genossenschaft der frequentantes auf die Stadtgemeinde. Den Schutz der Kaufleute übernahm ein 1280 geschlossener Städtebund mit Lübeck, dem 1282 auch Riga beitrat. In deutschen Städten erhielten Gotländer für Nordleute ungekannte Privilegien, konnten sogar oftmals Ratsmitglieder werden. Visby war bis zu seinem wirtschaftlichen Niedergang vollwertig in die Städtehanse involviert.
Am Anfang des 13. Jahrhunderts war Gotland unter die Herrschaft der schwedischen Krone gefallen. Aus wirtschaftlichen Gründen wurde es für die beiden Stadtgemeinden Visbys interessant, sich vom gotländischen Umland und somit von der Rechtsverfassung der gotländischen Landgemeinde zu lösen. Diese Trennung bedeutete jedoch auch eine Lösung vom königlichen Einfluss. Nach 1270 begann man in Visby mit dem Bau einer Stadtmauer, was zum Bürgerkrieg zwischen Stadt und Umland führte, der 1288 eskalierte. Eine vernichtende Niederlage der Bauern verhinderte die Intervention des schwedischen Königs Magnus Ladulås (König 1275–1290). Der schwedische König zwang die Stadt zwar zur Anerkennung seiner Oberherrschaft; gleichzeitig wurde aber die Eigenständigkeit Visbys faktisch anerkannt.

### Erste Hälfte des 14. Jahrhunderts
Zuerst konnte Visby auch im 14. Jahrhundert seine Stellung als wichtige Handelsstadt des Ostseeraumes halten. So nahm es nach wie vor eine Führungsrolle ein und etablierte sich als Kopf des gotländisch-livländischen Drittels innerhalb der Hanse. Die formale Oberherrschaft des schwedischen Königs blieb dessen ungeachtet bestehen. Sie äußerte sich beispielsweise in der Promulgation des Visbyer Stadtrechts durch König Magnus Eriksson nach 1340, das in einer deutschen Fassung vorliegt, während die schwedische Fassung wohl nicht verwirklicht wurde, und das Elemente des deutschen und des schwedischen Rechts enthält.
Schon am Ende des 13. Jahrhunderts war es zum Machtkampf zwischen Lübeck und den selbstbewussten Gemeinden Visbys um die Vorherrschaft im Ostseeraum gekommen, der sich zuerst in der Frage manifestiert hatte, wer die Kontrolle über die Nowgoroder Faktorei innehaben sollte. Zwar hielten viele Städte zu Lübeck, andere wichtige Städte hielten jedoch zu Visby, so dass Anfang des 14. Jahrhunderts entschieden wurde, dass sich beide Städte das Amt der höchsten Kontrolle über den Nowgorodhandel teilen sollten. Der Kampf um die Vorherrschaft hielt noch einige Jahrzehnte an, bis Visby in der zweiten Hälfte des 14. Jahrhunderts aufgrund von neuen Handelswirklichkeiten (Ende der saisonalen Wanderung der Kaufleute und Fortschritte in der Nautik) immer mehr an Bedeutung verlor.

### Nach 1350

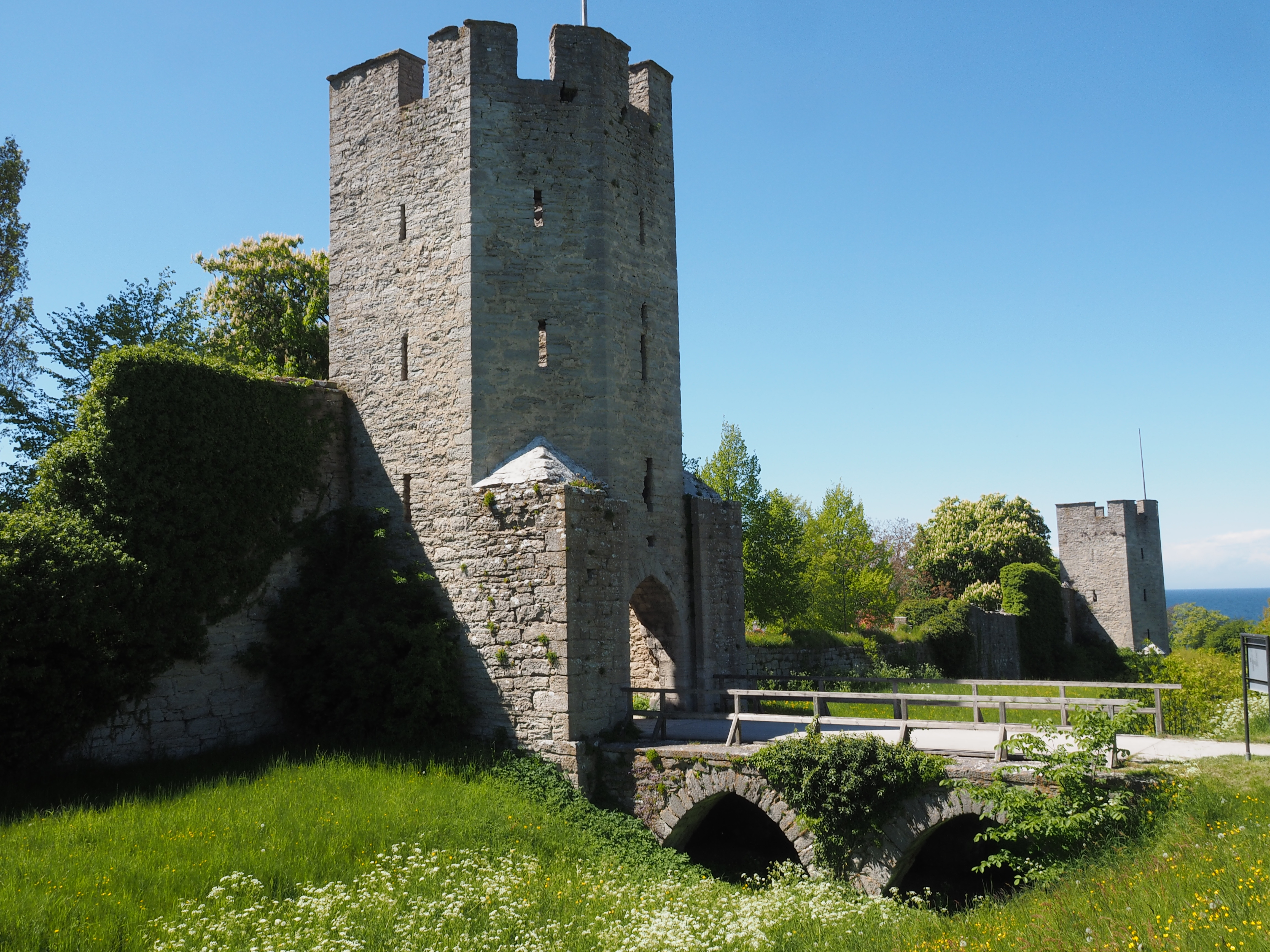
St.-Georgs-Tor in der Stadtmauer

1361 wurde Visby vom dänischen König Waldemar IV. Atterdag (König 1340–1375) erobert (Schlacht von Visby). Von 1394 bis 1398 suchten die Vitalienbrüder Schutz hinter Visbys Stadtmauern. Bis zur Vertreibung durch ein Heer des Deutschen Ordens erlangten die Vitalienbrüder von Visby aus die Seeherrschaft in der Ostsee. Insel und Stadt fielen bereits 1408 wieder an Dänemark. 1411 wurde mit dem Bau der Visborg begonnen.
Visby wurde 1525 von Truppen der Hansestadt Lübeck angegriffen. Es wurden unter anderem alle Kirchen mit Ausnahme der deutschen Kaufmannskirche St. Marien, des heutigen Domes St. Maria, zerstört.
Durch den 1645 geschlossenen Frieden von Brömsebro wurde Visby mit Gotland ein Teil Schwedens. Vom 11. Februar 1661 bis zum 28. September 1667 war der schwedische Dramatiker und Jurist Jacob Chronander Bürgermeister von Visby.

## Sehenswürdigkeiten
Die Hansestadt Visby wurde bereits 1805 unter Denkmalschutz gestellt; seit 1995 ist sie mit ihren zahlreichen mittelalterlichen Bauten Teil des Weltkulturerbes der UNESCO. Außerdem steht die ganze Innenstadt als Gebiet von Reichsinteresse unter Denkmalschutz. Herausragender Teil ist die fast vollständig erhaltene, 3,6 km lange und zwischen 6 und 9 m hohe mittelalterliche Ringmauer mit der Ruine der Visborg. Zudem waren noch Anfang des 20. Jahrhunderts 29 alte Stadttürme erhalten. Mit seinem Dom, ursprünglich Sankt-Maria-Kirche, im Jahr 1225 eingeweiht, den zahlreichen Kirchenruinen wie St. Karin, St. Nikolaus (1240 von den Dominikanern erbaut) [ursprünglich besaß die Stadt 16 Kirchen] sowie dem Kloster Solberga mit dem Museum Gotlands Fornsal gehört Visby zu den besonders sehenswerten Städten in Schweden. Das älteste erhaltene Gebäude der Stadt ist Kruttornet (der Pulverturm), nach 1151 errichtet.

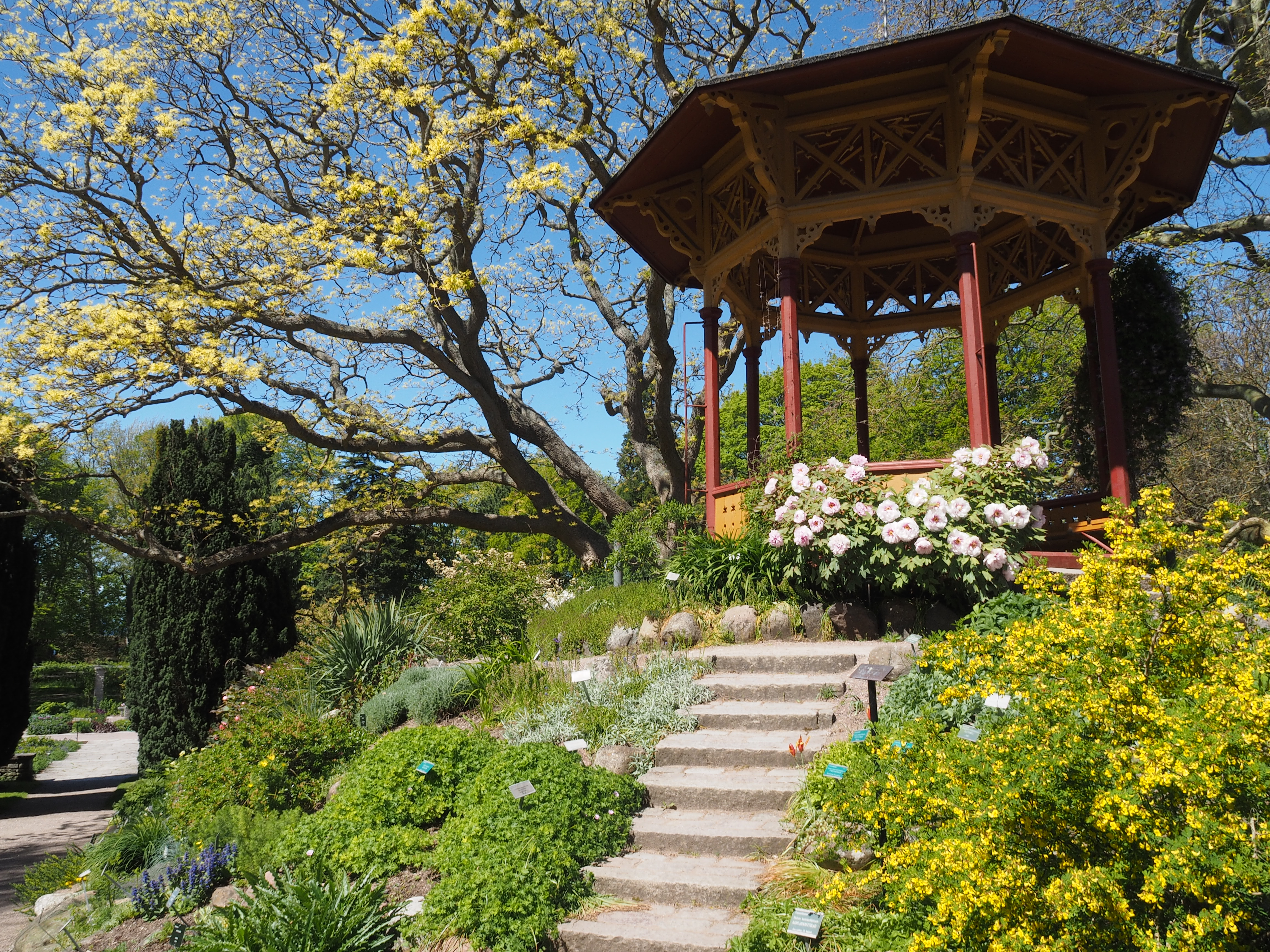
Lust-Pavillon im Botanischen Garten

Am Nordwestabschnitt der Stadtmauer liegt der Botanische Garten mit der Kirchenruine St. Olof in seinem südlichen Teil. Ein Rondell mit einer Sonnenuhr und ein „Lustpavillon“ bilden den Mittelpunkt. Infolge des günstigen Klimas wachsen hier auch für Schweden ungewöhnliche Bäume und Sträucher, wie Maulbeeren, Feigen und Walnüsse.
Seit 1984 findet jährlich Anfang August – stets in der 32. Kalenderwoche – auf Gotland und vor allem in Visby die Medeltidsveckan (Mittelalterwoche) statt, zu der Living-History-Darsteller aus ganz Europa anreisen. Die Festwoche mit großem historischen Spektakel, Ritterturnieren, Konzerten, mittelalterlichem Markt und anderen Kulturveranstaltungen erinnert an die Eroberung der Stadt und der Insel Gotland durch den dänischen König Waldemar IV. Atterdag im Jahre 1361.
Zwischen dem heutigen Hafen und dem inzwischen verlandeten ehemaligen Hafen aus dem Mittelalter, der nun den Park Almedalen bildet, befindet sich der Campus Gotland der Universität Uppsala (von 1998 bis 2013 eigenständig als Hochschule auf Gotland). Etwas weiter südlich lag das Gräberfeld von Kopparsvik.
Etwa fünf Kilometer südwestlich von Visby liegt der Freizeit- und Vergnügungspark Kneippbyn, u. a. mit dem Originalgebäude der Villa Kunterbunt, bekannt aus den Verfilmungen von Astrid Lindgrens Pippi-Langstrumpf-Büchern, für die Visby als Drehort und Kulisse diente.
Fünf Kilometer nördlich von Visby erbauten zu Beginn des 20. Jahrhunderts Johnny Roosval, der erste schwedische Professor für Kunstgeschichte, und seine Frau Ellen das Künstlerhaus Villa Muramaris. Das Gebäude, in dem sich ein Museum befindet und u. a. Konzerte und Ausstellungen mit zeitgenössischer Kunst stattfinden, ist von einem Garten im italienischen Barockstil mit zahlreichen Skulpturen umgeben, der in den Sommermonaten besucht werden kann.
Dreizehn Kilometer nördlich von Visby liegt am Weg nach Lummelunda das Naturschutzgebiet der Grotte von Lummelunda, die vom Fluss Lummelundaån durchflossen wird.

## Energieversorgung
In der Nähe von Visby befindet sich seit 1999 die erste Stromrichterstation zur HGÜ-Ankopplung eines Windparks.

## Verkehr
In Visby verkehren eine Ost-West- und eine Nord-Süd-Buslinie in der Hauptverkehrszeit halbstündlich (sonst stündlich bis zweistündlich), die von zwei (von Mitte Juni bis Mitte August drei) weiteren Linien mit jeweils wenigen werktäglichen Fahrten ergänzt werden. Zudem verkehren zwei Ringlinien, im Sommer an Werktagen zusätzlich stündlich sowie das ganze Jahr über am Wochenende statt der genannten Linien. Am Busbahnhof in Visby starten die meisten Regionalbuslinien, die radial den Großteil der Insel erschließen.
Mit dem schwedischen Festland ist Visby verbunden durch Fähren nach Oskarshamn und – saisonal – Västervik in Småland sowie nach Nynäshamn südlich von Stockholm. Von August 2021 bis Dezember 2022 gab es einmal wöchentlich eine direkte Fährverbindung nach Rostock, die im Januar 2023 wegen zu hoher Treibstoffkosten eingestellt wurde. Der Flughafen Visby liegt rund fünf Kilometer von der Stadt entfernt, von dort gibt es Verbindungen zu mehreren schwedischen Flughäfen sowie nach Lübeck, Rhodos und Helsinki.

## Städtepartnerschaften
- Soest, seit 1995
- Lübeck, seit 1999[41]
- Rhodos

## Söhne und Töchter der Stadt
- Jacob Niclas Ahlström (1805–1857), Komponist
- Elfrida Andrée (1841–1929), Komponistin
- Johann Friedrich Bahr (1805–1875), Chemiker
- Eric Gadd (* 1965), Sänger und Songschreiber
- Anna Maria Gardell-Ericson (1853–1939), Malerin und Aquarellistin
- Alexander Gerndt (* 1986), Fußballspieler
- Lars Gullin (1928–1976), Jazz-Saxophonist (Bariton)
- Gabriel Gustafson (1853–1915), Archäologe
- Jane Gylling (1902–1961), Schwimmerin
- Göran Hallberg (* 1959), Kameramann und Fotograf
- Michael Hjorth (* 1963), Autor
- Gerda Höjer (1893–1974), Krankenschwester, Politikerin, Gewerkschaftsfunktionärin, Präsidentin International Council of Nurses
- Thomas Ihre (1659–1720), Theologe
- Erik af Klint (1816–1866), schwedischer Seeoffizier in österreichischen Diensten
- Victor Kullberg (1824–1890), Uhr- und Chronometermacher
- Christine Lager (* 1962), Juristin
- Gustaf Lindström (1829–1901), Paläontologe, Historiker und Zoologe
- Håkan Loob (* 1960), ehemaliger schwedischer Eishockeyspieler
- Thomas Lövkvist (* 1984), Radrennfahrer
- Jakob Pleskow (um 1323–1381), Bürgermeister der Hansestadt Lübeck
- Christopher Polhem (1661–1751), Wissenschaftler und Erfinder (einige Quellen verweisen jedoch auf Tingstäde, ebenfalls Gotland)
- Hermann Swerting (1280–1342), deutsch-gotländischer Hansekaufmann und Bürgermeister in Visby
- Simon Swerting (vor 1340–nach 1388), Bürgermeister von Lübeck